# Прономіналізація
Прономіналізація (від лат. pronomen, дос. «займенник») — перехід інших частин мови в займенники, тобто набуття вказівної (дейктичної) функції займенника.
Прономіналізуються: 
- іменники: ліс, море, хмари (у значенні багато). Н-д: У класі ліс рук, море сліз, хмари комарів.
- числівники: один (у значеннях якийсь, сам). Н-д: Один чоловік розповідав. В кіно був один.
- прикметники: цілий, певний, останній (у значеннях весь, якась, іншу, цей, той). Н-д: цілий день, певна кількість'